# Konsum (Unternehmen)

Logo (in der DDR)

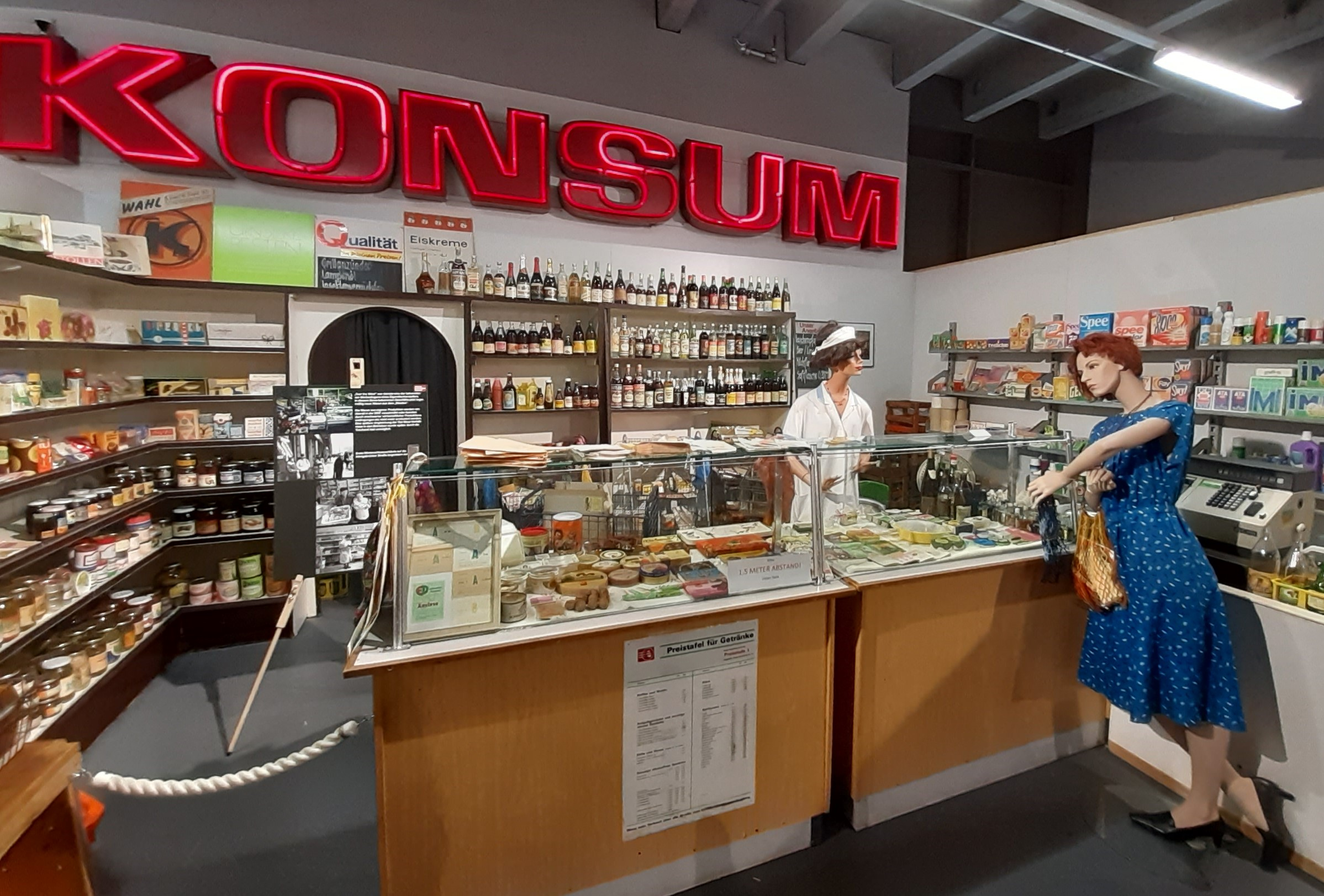
Rekonstruktion eines Konsum-Ladens in der Ausstellung Die Welt der DDR, Dresden

Konsum ['kɔnzʊm] war die Marke der Konsumgenossenschaften auch in der DDR und wird bis heute von den verbliebenen Genossenschaften und deren Zentralverband verwendet. Dazu gehörte und gehört insbesondere der Betrieb von Einzelhandelsgeschäften, Hotels, Gaststätten und Produktionsbetrieben.
In der BRD gab es (traditionell) ebenfalls viele Konsum-Geschäfte, die als Konsumgenossenschaft organisiert waren. Sie gingen größtenteils in den 1970er Jahren in der co op AG auf, wobei sich in der Alltagssprache der Ausdruck „Ich gehe zum Konsum“ hielt.
Im Gegensatz zum Wort für Verzehr oder Verbrauch von Gütern liegt hierfür die Betonung auf dem „o“ und mit einem kurzen „u“ (sprich Kónnsumm).
Konsum Österreich war der Name der ehemals größten österreichischen Konsumgenossenschaft.

## Die Konsum-Genossenschaften der DDR

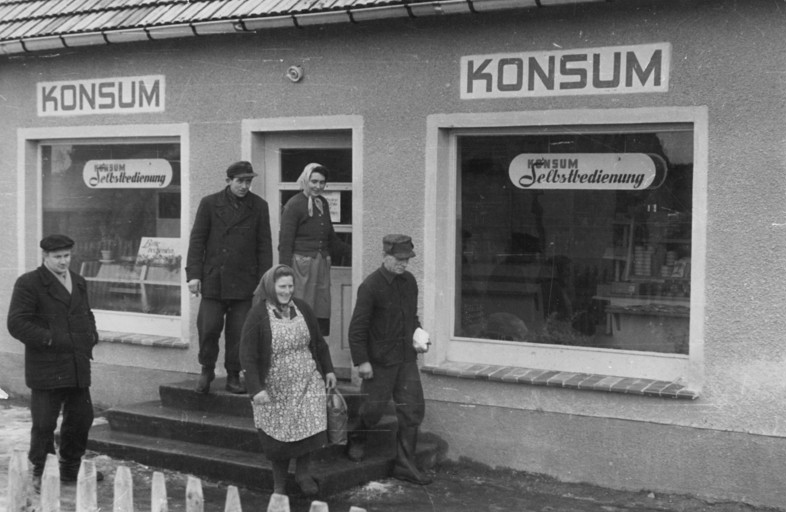
Konsum in Kruckow, Kreis Demmin, 1960

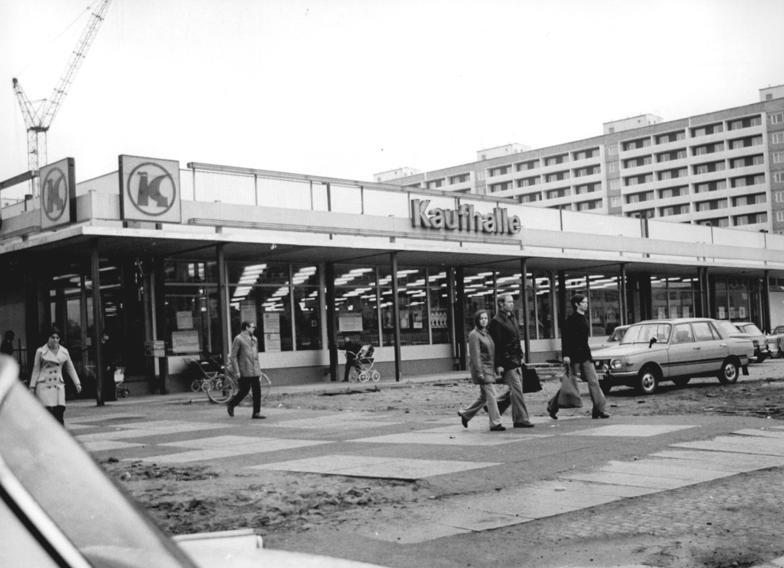
Konsum-Kaufhalle in Dresden, 1974

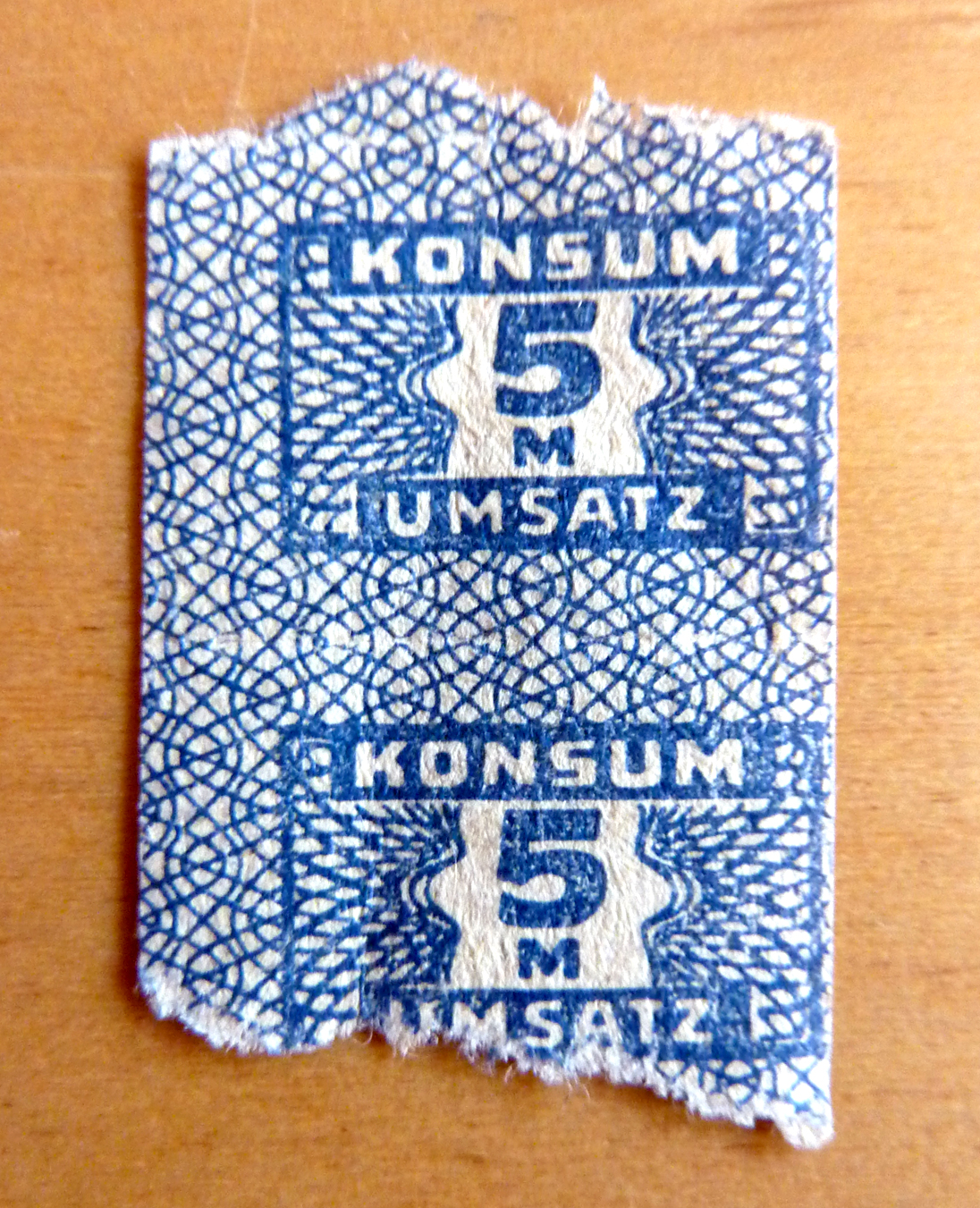
Zwei Konsum-Marken zu 5 DDR-Mark

Nach dem Zweiten Weltkrieg wurde am 18. Dezember 1945 durch den Befehl Nr. 176 der Sowjetischen Militäradministration (SMAD) die Wiederherstellung der Konsum-Genossenschaften in der Sowjetischen Besatzungszone genehmigt. Bis 1948 hatten sich bereits 290 Konsumgenossenschaften in verschiedenen Städten gebildet. Der Verband Deutscher Konsumgenossenschaften (VDK) hatte die Aufgabe bekommen, mit Hilfe von verschiedenen Versorgungseinrichtungen die Versorgung der Bevölkerung zu unterstützen und dabei günstige Einkaufspreise zu bieten. Eine Hauptform des Handels auf dem Lande waren in den 1950er und 1960er Jahren die Dorfkonsumgenossenschaften. Im Jahr 1956 hatte der Konsum bereits über drei Millionen Mitglieder. Ein eigenes Verbandszeichen wurde 1959 durch den Grafiker Karl Thewalt gestaltet. Ein Industrieschornstein und eine Handsense bilden dabei den Großbuchstaben „K“. Werbefiguren, Werbefilme und Werbefotos hat man in Zusammenarbeit mit der DEWAG Deutsche Werbe- und Anzeigengesellschaft hergestellt. Viele Jahre betrieben Konsum und HO (Handelsorganisation) parallel Werbung, später wurde dann auch Gemeinschaftswerbung publiziert.
Organisiert waren die im Jahr 1989 existierenden 198 Konsumgenossenschaften in 14 Bezirksverbänden, diese wiederum im VDK (Verband Deutscher Konsumgenossenschaften, heute Zentralkonsum eG). Dem Verband selbst als wirtschaftleitendes Organ unterstand das zentrale Unternehmen (ZU) Konsument, das Kaufhäuser unter dem Namen konsument betrieb. Weiterhin gehörten zum Verband 28 Industrieunternehmen (Teigwaren Riesa, Gewürzmühle Schönbrunn, Röstfein Magdeburg, Melde Cottbus, Bürstenfabrik Stützengrün, Zündwaren Riesa, Seifenfabrik Riesa), mehrere Schulungseinrichtungen und das Konsum-Erholungsheim Oberhof (heute 4-Sterne Berghotel Oberhof). Der konsumgenossenschaftliche Großhandel wurde, wie teilweise Industrieunternehmen, durch die DDR-Führung verstaatlicht. Insbesondere das Fehlen eines eigenen Großhandels erwies sich nach der Wiedervereinigung unter marktwirtschaftlichen Wettbewerbsbedingungen – neben nicht geklärten Eigentumsverhältnissen bei Grund und Boden – als entscheidender Wettbewerbsnachteil. Diese Handelskette war nach der (staatlichen) HO (Handelsorganisation) die größte in der DDR. Konsumgenossenschaften waren bereits in der DDR private Unternehmen und gehörten ausschließlich ihren rund 4,5 Mio. Mitgliedern.
In der DDR-Umgangssprache wurde Konsum oft allgemein für Lebensmittelgeschäfte verwendet. Ursprünglich und offiziell galt dieser Name nur für die Verkaufsstellen dieser Genossenschaft. Gelegentlich wurde der Begriff vor allem auf dem Lande auf andere kleine Geschäfte dieser Art übertragen (ugs. "Dorfkonsum").

### Versorgungseinrichtungen, Warenhäuser und Versandhaus

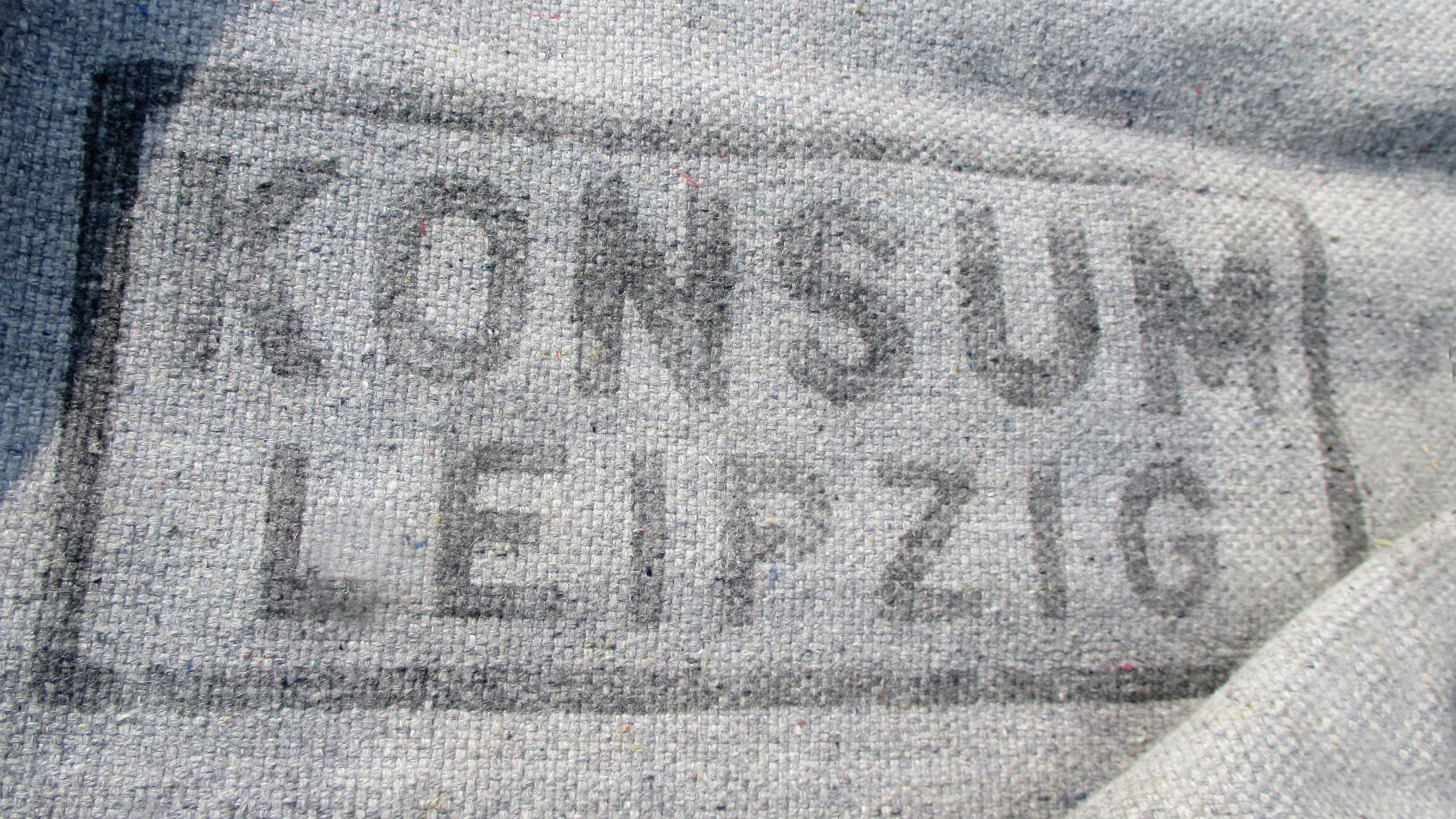
Konsum Leipzig – DDR – Waren-Transportsack

Zu den Konsumgenossenschaften gehörten größere Geschäfte in den Städten, vor allem Kaufhallen (Supermärkte) sowie die Kaufhausketten konsument, Kontex-Kaufhaus und kontakt. Eine weitere Kette war Kontaktring,  eine Handelsgemeinschaft, die Produkte von Konsum und HO anbot. In fast jedem Dorf gab es einen Konsum („Dorf-Konsum“), außerdem hatten viele Betriebe eine kleinere Konsum-Verkaufsstelle für die Grundversorgung mit Lebensmitteln im Werk. Schichtarbeiter nutzten gern diese Einrichtungen am Arbeitsort. Zusätzlich gab es eigene Verkaufseinrichtungen für Fleisch- und Wurstwaren, die in den Fleischverarbeitungsbetrieben des Konsum hergestellt wurden.
Mobile Verkaufseinrichtungen des Konsum gab es in ländlichen Gebieten in der Form von Konsum-Verkaufsbussen, die die Bevölkerung regelmäßig mit Grundnahrungsmitteln versorgte. Weiterhin wurde zur Erntezeit eine Ernteversorgung der Bauern durch die Konsumgenossenschaften direkt am Feld organisiert. Auf Großbaustellen war ebenfalls eine mobile Konsum-Pausenversorgung im Einsatz. In den 1950er Jahren gab es sogar ein eigenes Verkaufsschiff mit dem Namen „Kambala“, das als schwimmende Verkaufsstelle für die Versorgung der Binnenschiffer eingesetzt war. Darüber hinaus wurden zahlreiche Gaststätten (Konsumgaststätten) betrieben, die teilweise als „Kommissionsgaststätten“ an private Wirtsleute verpachtet wurden.
Im Jahr 1965 erfolgte die Vereinigung der Kaufhäuser des VDK zu konsument-Warenhäusern. Die ersten Warenhäuser mit dem Namen konsument waren in Gera, Potsdam, Dessau, Zwickau, Plauen und Berlin. Das größte Sortiment bildeten hier Textil- und Bekleidungswaren, Schuhe, Werkzeuge sowie Haushalts- und Elektroartikel. In einer eigenen Abteilung wurden in den Warenhäusern auch Nahrungs- und Genussmittel verkauft. Warenvorführungen waren eine spezielle Form der verkaufsfördernden Werbung und oft wurden die Kunden beispielsweise zum Test einer neuen Küchenmaschine eingeladen.
Von 1961 bis 1975 gab es den Konsum-Versandhandel, der als konsument-Versandhaus im damaligen Karl-Marx-Stadt (Chemnitz) ansässig war. Ein eigenes Warenzeichen wurde ab 1961 geführt. Bestellungen konnten per Katalog getätigt werden. Das Angebot bezog sich dabei zum Beispiel auf Bekleidung, Haushaltsgeräte, Möbel, Spielzeug, Uhren und Bücher. Die Versandhauskataloge erschienen immer im Frühjahr und Herbst mit einer Auflage von 800.000 Stück. Sie reichten aber trotzdem nie aus. Oft konnte das Versandhaus die Kundenwünsche nicht befriedigen. Den steigenden Bestellungen waren die Zulieferbetriebe und das Versandhaus mit den damals vorhandenen Produktions-, Liefer- und Lagerkapazitäten nicht mehr gewachsen.

### Produktionseinrichtungen
Zur Konsum-Handelskette gehörten mehr als 150 Betriebe, davon 28 durch den VDK zentral geleitete, in denen Waren des täglichen Bedarfs und Konsumgüter hergestellt wurden. Dies waren vor allem Back- und Fleischwarenbetriebe. Von den zentral geleiteten Betrieben von Bedeutung waren hierbei die Konsum Gewürzmühle Schönbrunn, das Nährmittelwerk Erfurt, das Kaffeewerk Röstfein in Magdeburg, die Bürstenfabrik Stützengrün, die Großfleischerei Arnstadt, die Großkelterei Rötha, das Bekleidungswerk Naumburg (Pinguin) sowie die Seifenfabrik Riesa. Diese nahm bereits 1910 als erster großer deutscher konsumgenossenschaftlicher Neubau für die Eigenproduktion von der Großeinkaufs-Gesellschaft Deutscher Consumvereine (GEG), Hamburg, die Produktion in einem modernen Großbetrieb auf. Im Jahr 1923 kam am selben Ort eine Zündholzfabrik dazu. Nach dem Zweiten Weltkrieg erfolgte durch die Sowjetunion die Rückgabe der Betriebe der Großeinkaufs-Gesellschaft Deutscher Consumvereine, die zuvor von den Nationalsozialisten entschädigungslos enteignet worden waren.

### Rabattmarken und Rückvergütungen
Die Konsum-Geschäfte gaben ab 1954 beim täglichen Einkauf Rabattmarken (Konsum-Marken) aus, für die eine Rückvergütung auf die getätigten Umsätze gezahlt wurde. Aber es gab Ausnahmen. Keine Umsatzmarken gab es zum Beispiel für Kaffee, Motorfahrzeuge, Musikinstrumente, Kunstgewerbe oder Gaststättenumsätze. Da die Rabattmarken nur Mitglieder der Konsumgenossenschaft erhielten, hatten viele DDR-Privathaushalte mindestens ein Konsum-Mitglied. Mitglied konnte nach damaligen Statut jeder Bürger der DDR ab dem 16. Lebensjahr werden. Dabei war ein Geschäftsanteil von insgesamt 50 Mark (DDR) zu entrichten. Im ersten Jahr zahlte man 25 Mark an. Die restlichen 25 Mark wurden dann im zweiten Mitgliedsjahr von der Rückvergütung einbehalten. Familienangehörige eines Mitgliedes zahlten für die eigene Mitgliedschaft nur 20 Mark. Die Abgabe der Rabattmarken wurde durch die Verkäufer gegenüber Mitgliedern teilweise recht großzügig gehandhabt. Da Nichtmitglieder keine Marken abfordern konnten, fehlten dem Verkäufer bei der Abrechnung meist keine Umsatzmarken im Heft. Allerdings waren Marken-Inventuren üblich.
Die Rabattmarken mussten vom Kunden in ein Heft eingeklebt werden und wurden im Januar für das vergangene Jahr in der Konsum-Verkaufsstelle, in der man als Mitglied geführt wurde, gegen Quittung abgegeben. Im September zahlte man dann dort die Rückvergütung aus. Das waren meist 1,5 bis 1,7 % des getätigten Umsatzes und entsprach durchschnittlich 150 Mark. Meist erwartete man bei der Auszahlung eine kleine Spende für die Solidarität, was allerdings keine Bedingung war.
Heute zahlen die Konsumgenossenschaften immer noch Rückvergütung und vielfach eine Dividende auf die Einlagen ihrer Mitglieder.
Die großen Konsum-Warenhäuser wurden zum 1. Januar 1965 in die neue Kette Konsument ausgegliedert.

## Konsum nach 1990

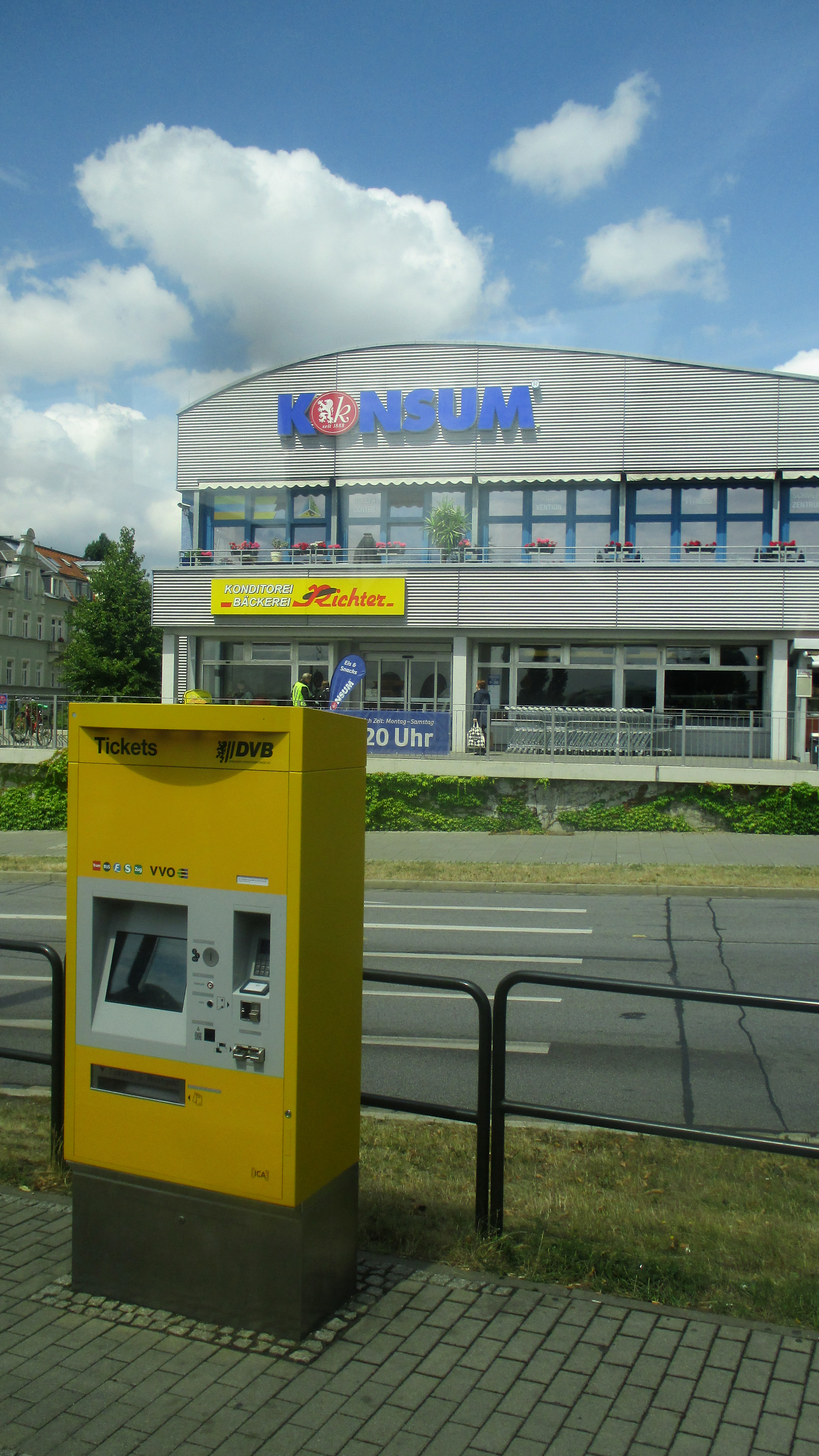
Konsum in Dresden – 2018
Logo der Konsumgenossenschaft Leipzig eG 2007
Logo der Konsumgenossenschaft Sachsen Nord eG
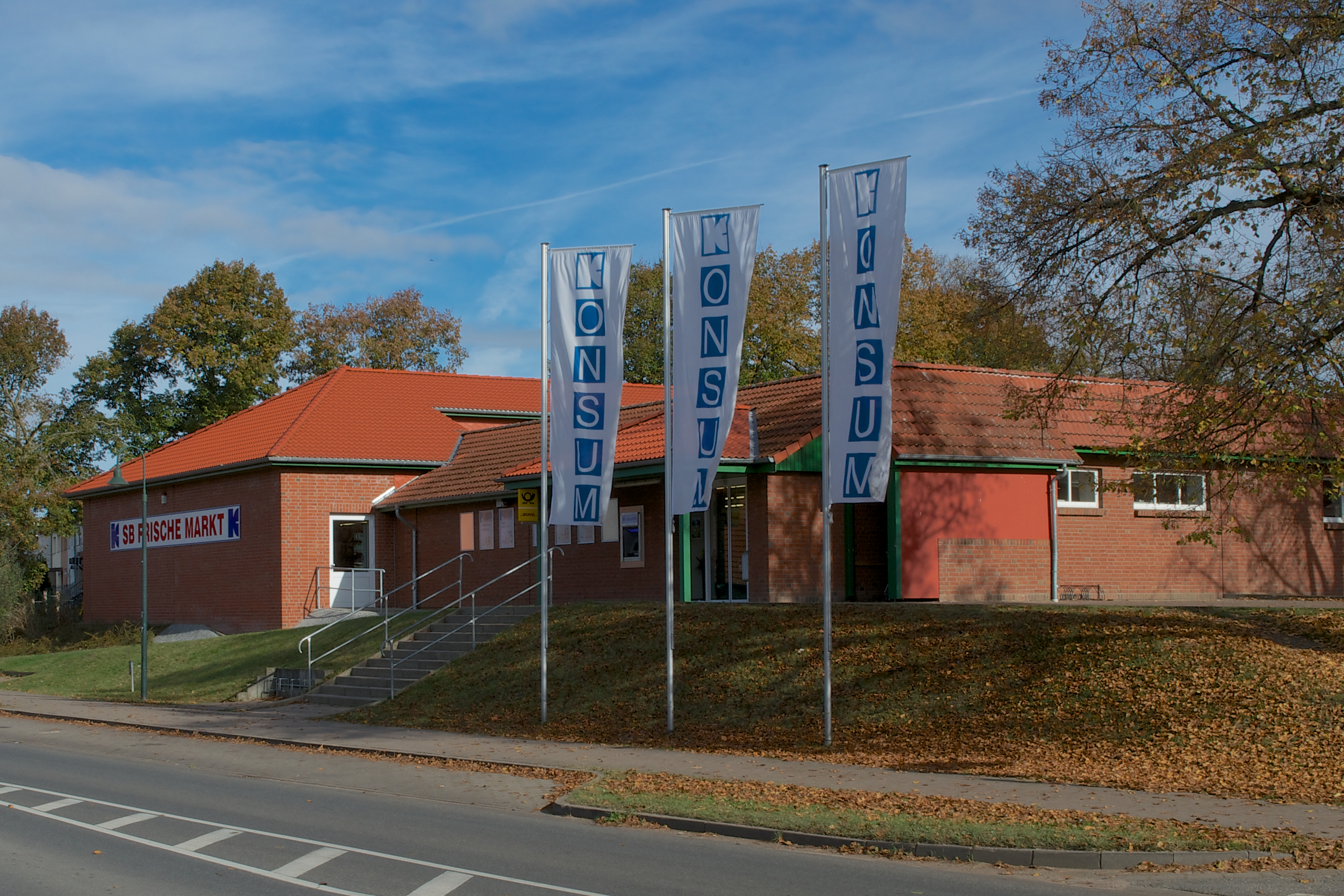
Lebensmittelfiliale der Konsumgenossenschaft Hagenow eG in Gresse 2012

Da die Konsumgenossenschaften bereits in der DDR private Unternehmen waren und ausschließlich ihren rund 4,5 Mio. Mitgliedern  gehörten, fielen sie nach 1990 nicht in den Zuständigkeitsbereich der Treuhandanstalt.
Für die ostdeutschen Konsumgenossenschaften galt mit dem Tag der Wiedervereinigung am 3. Oktober 1990 das deutsche Genossenschaftsgesetz. Nach der Wende fusionierten diese 198 Konsumgenossenschaften zu 55 regional tätigen Konsumgenossenschaften. Heute existieren noch elf regionale Konsumgenossenschaften, die sich am Markt durchgesetzt haben und wovon neun (Burg-Genthin-Zerbst, Döbeln, Dresden, Erfurt, Hagenow, Haldensleben, Leipzig,  Seehausen, Weimar) Mitglied der Zentralkonsum eG in Berlin sind. Zur Zentralkonsum eG als Wirtschaftsunternehmen gehören Industrieunternehmen, Hotels sowie mehrere Dienstleistungsgesellschaften und Gewerbeimmobilien.
Nach der Wende existiert „Konsum“ als Markenname weiter. In den ostdeutschen Ländern gibt es mehrere regionale Genossenschaften, die Filialen unter der Firmierung „Konsum“ betreiben. In der Region Dresden hat sich die Konsum Dresden eG als Handelskette etabliert und betreibt Konsum Frische-Märkte, Frida- und Genia-Filialen. Im September 2007 wurde die erste Filiale der Konsum Dresden eG in den alten Ländern der Bundesrepublik in Erlangen eröffnet (2012 jedoch aufgegeben), als zweiter Standort folgte im Herbst 2008 Nürnberg.
In der Region Nordsachsen hat sich zudem seit der Neugründung 1991 die Konsumgenossenschaft Sachsen Nord eG in der Tradition der ersten deutschen Konsumgenossenschaft etablieren können. Nach einer Insolvenz 2010 übernahm die Markant nah & frisch GmbH die 27 noch erhalten gebliebenen Filialen. Sie ist vor allem in der Region der Städte Eilenburg, Torgau und Wurzen vertreten. Die meisten Filialen befinden sich im ländlichen Raum. Die Genossenschaft selbst betätigt sich lediglich noch in der Immobilienverwaltung.
Der Konsum Leipzig behauptete sich zunächst innerhalb der Stadtgrenzen neben den großen Supermarktketten und betreibt im Jahr 2024 über 60 Filialen in Sachsen, Sachsen-Anhalt und Thüringen.
Die Konsumgenossenschaft „Optimal Kauf“ in Haldensleben ist vor allem in der Region um Magdeburg aktiv. Ihr gehören 24 Lebensmittelmärkte mit 170 Beschäftigten und 13.700 Genossenschaftsmitgliedern an.
Die Konsumgenossenschaft Hagenow (Mecklenburg-Vorpommern) mit über 7700 Mitgliedern betreibt in Südwestmecklenburg zwölf Lebensmittelfilialen, fünf Getränkefachmärkte und fünf Non-Food-Geschäfte (Textilien und Schuhe).
Die Konsumgenossenschaft Weimar betreibt mehr als 20 Filialen im Bereich Schuhe und Bekleidung, vor allem in Weimar, aber auch in anderen Städten Thüringens und Sachsens (darunter in Chemnitz und Dresden).
Die Konsumgenossenschaft Erfurt hat sich aus dem Einzelhandel zurückgezogen und betreibt Immobiliendienstleistungen.
Der Konsum Berlin wurde im Ostteil der Stadt als regionale Genossenschaft weitergeführt, übernahm im September 1990 die West-Berliner Kette Bolle, die 1992 an die Firma Asko Deutsche Kaufhaus AG verkauft wurde. 2004 wurde gegen die inzwischen hauptsächlich in der Immobilienverwaltung tätige Genossenschaft ein Insolvenzverfahren eröffnet, nach dessen Beendigung 2007 besteht sie weiterhin.

## Trivia
In der DDR wurde die Bezeichnung „Konsum“ auch mit „Kauft ohne nachzudenken schnell unseren Mist“ und „Kollegen ohne Nerven sind unsere Mitarbeiter“ scherzhaft übersetzt.